# Кенфус (король Вессекса)
Кенфус (давн-англ. CENFVS; ? —674) — король Вессексу в 674 році.

## Життєпис
Походив з Вессекської династії. Син Кенфріта, онук Кутгільса, правнук короля Келвульфа. Про дату народження та діяльність нічого невідомо. У 674 році після короля Кенвала він одружився з його удовою Сексбургою. Проти цього вказують низка дослідників, які спираються на джерела щодо повалення королеви Сексбурги та перехід її до монастиря.
Кенфус правив дуже короткий час. Ймовірно, був одним з декількох представників династії, що оголосили себе королями. У цій боротьбі був убитий у 674 році. Йому спадкував син Есквін.